# Nemanja Obradović (ur. 1989)
Nemanja Obradović, serb. cyr. Немања Обрадовић (ur. 29 maja 1989 w Belgradzie) – serbski piłkarz grający na pozycji lewego skrzydłowego w serbskim klubie Mladost Lučani.

## Kariera piłkarska

### Kariera klubowa
Wychowanek klubu FK Rad, w barwach którego rozpoczął karierę piłkarską w 2007 roku. Z klubem awansował do Superligi, jednak potem występował głównie na zasadach wypożyczenia w innych klubach: macedońskim Pobeda Prilep, bośniackim FK Drina Zvornik, serbskich FK Palilulac Belgrad, Srem Sremska Mitrovica i Proleter Nowy Sad. W 2013 podpisał kontrakt z innym serbskim klubem FK Voždovac. W 2014 roku przeniósł się do Grecji, występując następnie w klubach AO Kerkira, PAS Lamia i AO Acharnaikos. Na początku 2017 wrócił do Serbii, gdzie zasilił skład miejscowego FK Čukarički. 30 sierpnia 2017 przeszedł do Stali Kamieńskie. 9 grudnia 2017 opuścił ukraiński klub.

### Kariera reprezentacyjna
Występował w młodzieżowej reprezentacji Serbii.